# Luigi Crisostomo Ferrucci
Luigi Crisostomo Ferrucci (Lugo, 3 dicembre 1797 – Firenze, 19 agosto 1877) è stato un bibliotecario e scrittore italiano.

## Biografia
Nacque a Lugo, oggi in provincia di Ravenna, il 31 dicembre 1797, fratello maggiore dell'erudito Michele Ferrucci, assieme al quale modificò l'originario cognome Feruzzi nella forma toscana Ferrucci, vantando addirittura una discendenza dal celebre Francesco Ferrucci. Dopo gli studi in diritto a Bologna, iniziò a interessarsi di letteratura e antiquaria. Insegnò dapprima a Lugo e poi a Pesaro, sposando Matilde Verlicchi, dalla quale ebbe undici figli, e conseguì una certa notorietà come verseggiatore in latino e in italiano, seppur in circoli piuttosto ristretti, ricevendo però apprezzamenti anche da Vincenzo Monti.
Tra i principali esponenti della scuola classica romagnola, Ferrucci si dedicò soprattutto alla composizione di versi latini d'occasione, non tutti di particolare originalità, ma di alto livello linguistico e stilistico. Pubblicò tre raccolte di iscrizioni, due libri di epistole metriche, tre di odi, epigrammi e carmi vari, volumetti di favole in latino, oltre a numerosi versi pubblicati in varie riviste. La conoscenza del latino da parte di Ferrucci era tale che non solo era in grado di scrivere in versi su qualunque tema, ma riuscì persino a far passare un testo da lui composto per un frammento sconosciuto del De fato di Cicerone. Si dedicò inoltre alla cura di edizioni di opere di Dante e a qualche saggio di esegesi e filologia antiquaria.
Progettò inoltre un lungo poema in italiano, la Scala di vita, pubblicato separatamente tra il 1831 e il 1852: esso costituisce una riscrittura moderna della Commedia dantesca, come percorso dalla conoscenza della natura, al cielo, fino a Dio, non senza numerosi excursus storici e favolistici. L'opera non ebbe particolarmente successo e Ferrucci non riuscì mai a trovare, come sperava, sostegno economico dalla propria attività di scrittore e letterato. Solo nel 1857 divenne direttore delle biblioteche Medicea Laurenziana e Marucelliana a Firenze, dove aveva già abitato in precedenza e dove visse sino alla morte. Sempre a Firenze ebbe occasione di conoscere Gioacchino Rossini, con cui rimase a lungo in contatto e che ricorse talora alla sua attività di erudito e scrittore, in particolare per la sua Giovanna d'Arco.
Politicamente schierato a favore della Restaurazione e sostenitore del potere temporale del papa, sebbene non partecipò mai in primo piano ad attività politiche, vide comunque il suo ruolo di direttore di biblioteche ridimensionato con l'avvento del Governo provvisorio della Toscana e l'Unificazione italiana. Per quanto estraneo alla nuova cultura liberale, continuò la produzione in latino, anche in corrispondenza con studiosi stranieri, come Konstantin von Tischendorf e Robinson Ellis, fino alla morte, per suicidio, il 19 agosto 1877, sempre a Firenze.

## Opere
- Inscriptionum fasciculus, Pesaro 1831, Faenza 1849, Imola 1867.
- Scala di vita. Memoriale in terza rima, Firenze 1852.
- Lyristes christianus, Firenze 1852.
- Lettera in difesa dei nuovi frammenti della disputa di Cicerone, De fato, in Memorie di religione, di morale e di letteratura, s. 3, XVI [1854], pp. 67-8.
- Investigazioni storico-critiche su la persona ed il pontificato di Bonifazio VII (IA), Lugo, 1856.
- Electa carmina, Lipsia 1872.
- Giudizio perentorio sulla verità della patria di Gioachino Rossini, Firenze 1874.